# Bernie Federko
Temple de la renommée : 2002
Bernard Allan Federko (né le 12 mai 1956 à Foam Lake, Saskatchewan, Canada) est un joueur de hockey sur glace professionnel retraité qui disputa 14 saisons dans la Ligue nationale de hockey de 1976 à 1990 avec les Blues de Saint-Louis et les Red Wings de Détroit.

## Carrière
Il joua son hockey mineur dans la Ligue de hockey de l'Ouest avec les Blades de Saskatoon et fut choisi au repêchage amateur de la LNH 1976 au premier tour.

## Statistiques
| Saison     | Équipe               | Ligue      |       | Saison régulière | Saison régulière | Saison régulière | Saison régulière | Saison régulière |    | Séries éliminatoires | Séries éliminatoires | Séries éliminatoires | Séries éliminatoires | Séries éliminatoires |
| Saison     | Équipe               | Ligue      | PJ    | B                | A                | Pts              | Pun              | PJ               | B  | A                    | Pts                  | Pun                  |                      |                      |
| 1973-1974  | Blades de Saskatoon  | LHOC       | 68    | 22               | 28               | 50               | 19               |                  |    |                      |                      |                      |                      |                      |
| 1974-1975  | Blades de Saskatoon  | LHOC       | 66    | 39               | 68               | 107              | 30               | 17               | 15 | 7                    | 22                   | 8                    |                      |                      |
| 1975-1976  | Blades de Saskatoon  | LHOC       | 72    | 72               | 115              | 187              | 106              | 20               | 18 | 27                   | 45                   | 8                    |                      |                      |
| 1976-1977  | Blues de Kansas City | LCH        | 42    | 30               | 39               | 69               | 41               |                  |    |                      |                      |                      |                      |                      |
| 1976-1977  | Blues de Saint-Louis | LNH        | 31    | 14               | 9                | 23               | 15               | 4                | 1  | 1                    | 2                    | 2                    |                      |                      |
| 1977-1978  | Blues de Saint-Louis | LNH        | 72    | 17               | 24               | 41               | 27               |                  |    |                      |                      |                      |                      |                      |
| 1978-1979  | Blues de Saint-Louis | LNH        | 74    | 31               | 64               | 95               | 14               |                  |    |                      |                      |                      |                      |                      |
| 1979-1980  | Blues de Saint-Louis | LNH        | 79    | 38               | 56               | 94               | 24               | 3                | 1  | 0                    | 1                    | 2                    |                      |                      |
| 1980-1981  | Blues de Saint-Louis | LNH        | 78    | 31               | 73               | 104              | 47               | 11               | 8  | 10                   | 18                   | 2                    |                      |                      |
| 1981-1982  | Blues de Saint-Louis | LNH        | 74    | 30               | 62               | 92               | 70               | 10               | 3  | 15                   | 18                   | 10                   |                      |                      |
| 1982-1983  | Blues de Saint-Louis | LNH        | 75    | 24               | 60               | 84               | 24               | 4                | 2  | 3                    | 5                    | 0                    |                      |                      |
| 1983-1984  | Blues de Saint-Louis | LNH        | 79    | 41               | 66               | 107              | 43               | 11               | 4  | 4                    | 8                    | 10                   |                      |                      |
| 1984-1985  | Blues de Saint-Louis | LNH        | 76    | 30               | 73               | 103              | 27               | 3                | 0  | 2                    | 2                    | 4                    |                      |                      |
| 1985-1986  | Blues de Saint-Louis | LNH        | 80    | 34               | 68               | 102              | 34               | 19               | 7  | 14                   | 21                   | 17                   |                      |                      |
| 1986-1987  | Blues de Saint-Louis | LNH        | 64    | 20               | 52               | 72               | 32               | 6                | 3  | 3                    | 6                    | 18                   |                      |                      |
| 1987-1988  | Blues de Saint-Louis | LNH        | 79    | 20               | 69               | 89               | 52               | 10               | 2  | 6                    | 8                    | 18                   |                      |                      |
| 1988-1989  | Blues de Saint-Louis | LNH        | 66    | 22               | 45               | 67               | 54               | 10               | 4  | 8                    | 12                   | 0                    |                      |                      |
| 1989-1990  | Red Wings de Détroit | LNH        | 73    | 17               | 40               | 57               | 24               |                  |    |                      |                      |                      |                      |                      |
| Totaux LNH | Totaux LNH           | Totaux LNH | 1 000 | 369              | 761              | 1 130            | 487              | 91               | 35 | 66                   | 101                  | 83                   |                      |                      |

## Honneurs individuels et collectifs
- Nominations dans l'équipe d'étoiles de la LHOC : 1 (1976).
- Nommé Meilleur joueur de la LHOC en 1976.
- Nominations dans la deuxième équipe d'étoiles de la LCH : 1 (1977).
- Trophée Ken McKenzie (Meilleure recrue de la LCH) : 1977.
- Participations au Match des étoiles de la LNH : 2 (1980 et 1981).
- Nomination au titre de joueur de la semaine dans la LNH : 1 (Semaine se terminant le 3 décembre 1984).
- A vu son numéro 24 retiré par les Blues le 16 mars 1991.
- Admis au Temple de la renommée du hockey en 2002.

## Records
- Record des Blues de Saint-Louis pour le plus de matches joués dans l'uniforme des Blues (927).
- Record des Blues de Saint-Louis pour le plus de passes dans l'uniforme des Blues (721).
- Record des Blues de Saint-Louis pour le plus de points dans l'uniforme des Blues (1073).
- Partage le record des Blues de Saint-Louis avec  pour le plus grand nombre de passes dans un seul match (5, le 27 février 1988).
- Record des Blues de Saint-Louis pour le plus de passes en séries en carrière dans l'uniforme des Blues (66).
- Record des Blues de Saint-Louis pour le plus de points en séries dans une seule saison dans l'uniforme des Blues (21 en 1986).
- Record des Blues de Saint-Louis pour le plus de passes en séries dans une saison dans l'uniforme des Blues (15 en 1986).